# Quillonota petronae
Quillonota petronae là một loài tò vò trong họ Ichneumonidae.